# 童夢・F110
童夢・F110は、株式会社童夢が日本自動車レース工業会 (JMIA) と共同で製作、販売を行うFIA-F4規格のフォーミュラカー。2015年 - 2023年にかけてFIA-F4選手権のワンメイクマシンとして採用された。

## 概要
これまでフォーミュラ4 (F4) は、JAF-F4などの様に各地域の団体やクラブが自主的に始めた地域性のあるカテゴリーであったが、2014年に国際自動車連盟 (FIA) がF4規格の指針を示し世界的な規則とした。当時、JMIA理事長の林みのるはこれを危惧し、日本製の入門レーシングカーが駆逐され、FIAの規格を通した欧米諸国の外国製に置き換わる事を危惧した。その為、日本製のFIA-F4をJMIAとして開発し、GTアソシエーションと組む事でこれを阻止しようとしたが、同時にJAF-F4に関係する団体からは非難を受けた。
開発過程では、エンジンをトムス、ギアボックスを戸田レーシングが製作するなど、JMIA加盟各社と共同で開発を行ったほか、トヨタ自動車がトヨタテクノクラフト経由で支援を行った。
2016年には、ADR(アクシデント・データ・レコーダー)とスロットルフェールセーフのアップデートが行われた。
2017年には、FIAの規則変更に伴い、6kJテザー及びヘッドレストとシートのアップデートが行われた。
2018年には、他国の選手権での事故(車両は同社ではない)を受けFIA規則が改訂され、フロントアンチイントリュージョンパネルの追加と、リアストラクチャのアップデートが行われている。これらの装備追加を受け、日本シリーズの最低重量は610kgへと引き上げられた。
FIAの安全基準改訂に伴い、従来型車両は2023年を最後に使用が認められなくなるため、F110も同年を最後に、後継車両である「MCS4-24」（東レ・カーボンマジック製）にその座を譲った。一方で、日本独自のシリーズであるFormula Beat（F-Be、旧JAF-F4）では2024年よりF110を受け入れる方針を明らかにしているが、レギュレーションの違い（FIA-F4はディフューザーが利用可/LSD利用不可なのに対し、F-Beはフラットボトム規制の一方でLSDの利用が可能など）があるため、それに対応した改修が必要となる。このほかにも2024年よりF110 CUPが始まり西日本、東日本の王者決定戦が行われる。

## 車両諸元・仕様
※2015年時点
- 全長：4,340mm
- 全幅：1,738mm
- 全高：950mm（基準面より）
- ホイルベース：2,750mm

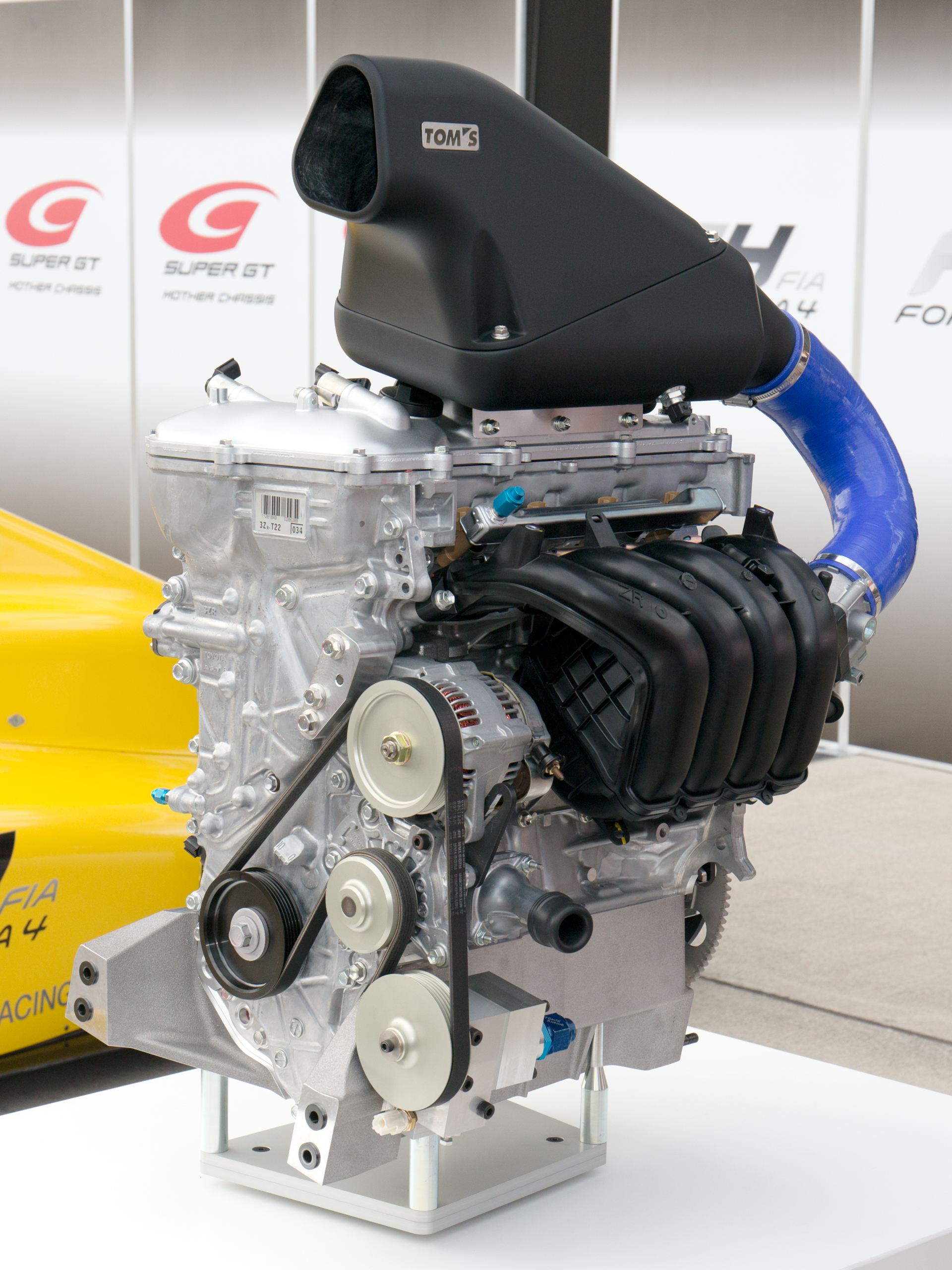
TOM'S TZR42エンジン

- トラック：前1,500mm／後1,460mm
- 車重：610kg (ドライバー込)
- タイヤ：DUNLOP 前195/550R13／後240/570R13
- ホイル：TWS アルミニウム鍛造 前8J-13／後10J-13
- エンジン：トムス TZR42 DOHC 16バルブ 可変バルブタイミング　電子スロットル
- 排気量：1,987cc
- ボア・ストローク：80.5mm x 97.6mm
- 最大出力：160PS/5,800rpm
- クラッチ：AP 7.25インチ シングルプレート
- 電装品：ECU R&Sport
- ディスプレイ／データロガーAIM
- モノコック：FIA公認カーボンモノコック／前後インパクトストラクチャー
- ボディ・フロア：グラスファイバー
- サスペンション：ダブルウイッシュボーン／プッシュロッドオンアップライト／ツインダンパー／アンチロールバー
- ブレーキ：ADVICS ツーポットキャリパー／ベンチレーテッドディスク
- 空カデバイス：前シングルエレメン卜ウイング／ガーニフラップ、後ツインエレメントウイング
- ギヤボックス：戸田レーシング 6速シーケンシャルパドルシフト
- 安全装備：FIA公認6点式セーフティハーネス／セーフティヘッドレスト／FIA FT3-1999 規定安全燃料セル／前後6kJテザー

## 派生車種
2019年3月に、EVレーシングカー用のシャシーを供給するとして、F110のモノコック及び主要コンポーネントを使用することを明らかにしている。
2020年1月には、『ERAエレクトリックレーシング・アカデミー・チャンピオンシップ（Electric Racing Academy Championship）』のシリーズ構想が明らかにされ、F110シャシーをベースに“Mitsu-Bachi（ミツバチ）F110e”と名付けられたワンメイクシャシーを採用。2020年後半にもイギリス、ベルギー、オランダで全4戦の開催を計画しているという。